# Rudolf II. (Werdenberg-Sargans)

Das Wappen der Grafen von Werdenberg-Sargans

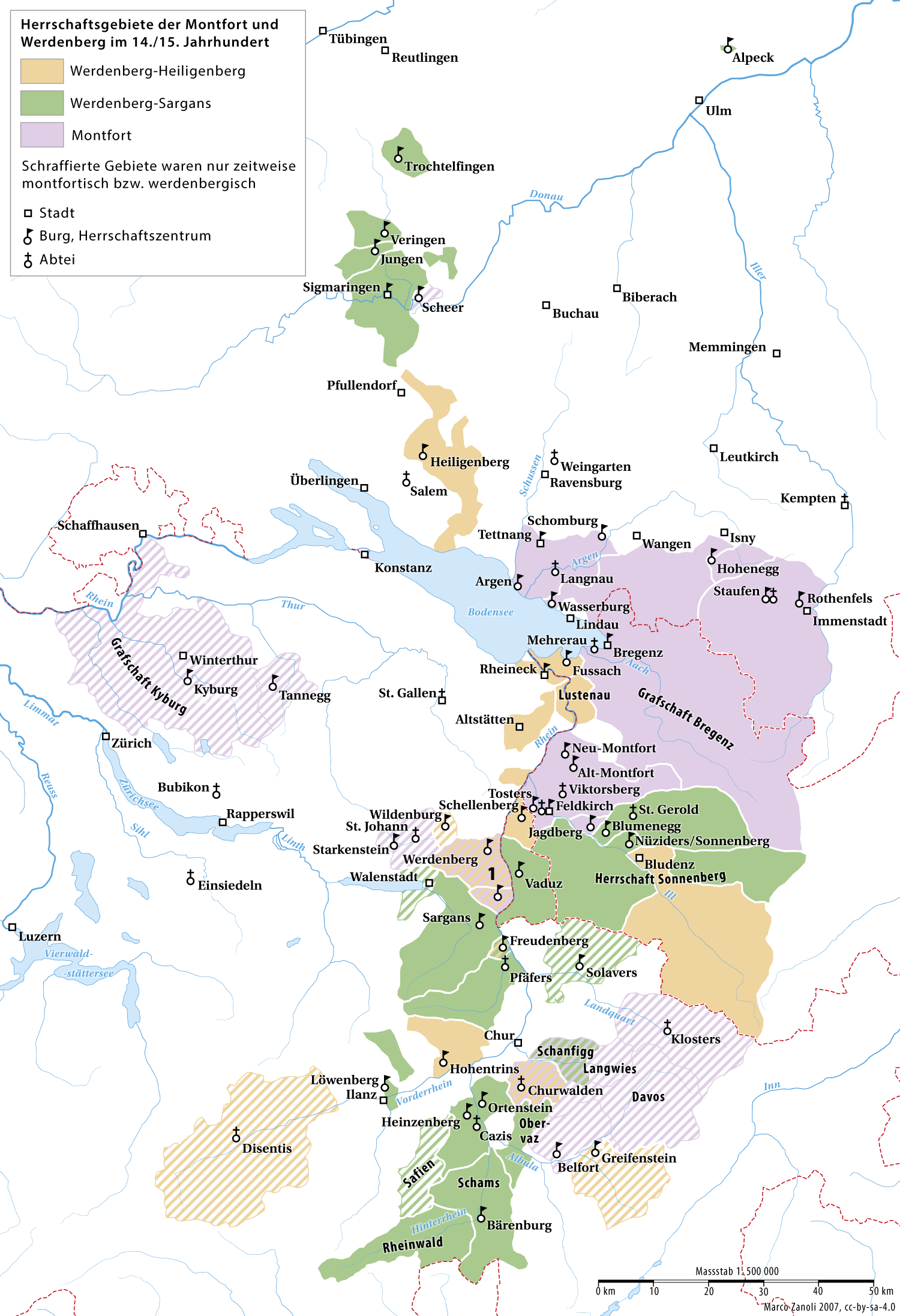
Karte mit den Besitztümern der Werdenberger zur Zeit Rudolfs II. von Werdenberg-Sargans

Rudolf II. Graf von Werdenberg-Sargans († 1322/23) stammte aus einer Seitenlinie der Grafen von Montfort des Geschlechts der Pfalzgrafen von Tübingen.

## Leben und Wirken
Rudolf II. gelang es, seinen Besitz durch die Heirat mit der Erbtochter Adelheid von Burgau zu vergrößern. Er erhielt 1289 die Herrschaft Albeck, später erwarb er Schmalegg sowie die Vogtei über das Kloster Pfäfers. Er profitierte dabei auch davon, dass er das ganze Erbe seines Vaters, Hartmann I., übernehmen konnte, weil seine beiden Brüder klerikale Laufbahnen einschlugen. So ist Hartmann II. als Domherr von Bamberg bezeugt und Hugo III. als Johanniterkomtur in Wädenswil und Bubikon. Vermutlich heiratete Rudolf II. von Werdenberg-Sargans nach dem Tod seiner ersten Frau eine Tochter Egilolfs, des Freiherren von Aspermont.
Zeit seines Lebens hatte er eine enge Verbindung zu seinem Vetter Hugo II. von Werdenberg-Heiligenberg. Gemeinsam mit diesem war Rudolf II. von Werdenberg-Sargans bereits ein treuer Gefolgsmann des ersten Habsburger Königs Rudolf I. gewesen, noch näher stand er aber dessen Sohn und Nachfolger Albrecht. Diesen kannte er wohl schon seit seiner Jugend und wurde von ihm – gemeinsam mit seinem Vetter – nach der Belagerung der Stadt Wil 1292 zum Ritter geschlagen. Überhaupt fanden sich die beiden Werdenberger bei den militärischen Kampagnen der Habsburger mit ihren Gefolgsleuten oftmals unter deren erstgenannten Mitstreitern. Darüber hinaus leisteten sie „Polizeidienste“ für das mächtige Geschlecht, wobei sie politische Gegner gefangen nahmen und somit außer Gefecht setzten. Die prominentesten Opfer dieser Taktik waren 1289 ihr Verwandter Friedrich von Montfort, der Bischof von Chur, und 1304 Peter von Aspelt, der Bischof von Basel und Kanzler von Böhmen. Rudolf II. von Werdenberg-Sargans erreichte vor allem durch den zweiten Fall große Bekanntheit, da sein Opfer kurze Zeit später zum Erzbischof von Mainz und somit auch zum Reichserzkanzler, dem höchsten Amt, welches ein Nicht-Adeliger in dieser Zeit besetzen konnte, ernannt wurde. Entsprechend wurde auch der Kirchenbann über Rudolf II. von Werdenberg-Sargans verhängt. Dies hat ihn aber nicht daran gehindert, seine Rechte und Pflichten gegenüber kirchlichen Institutionen wie dem Kloster Pfäfers weiterhin auszuüben. Anderweitige Bestrafungen für die Tat scheinen trotz zahlreichen schriftlichen Reaktionen aber für den Grafen und seine Mitstreiter ausgeblieben zu sein.

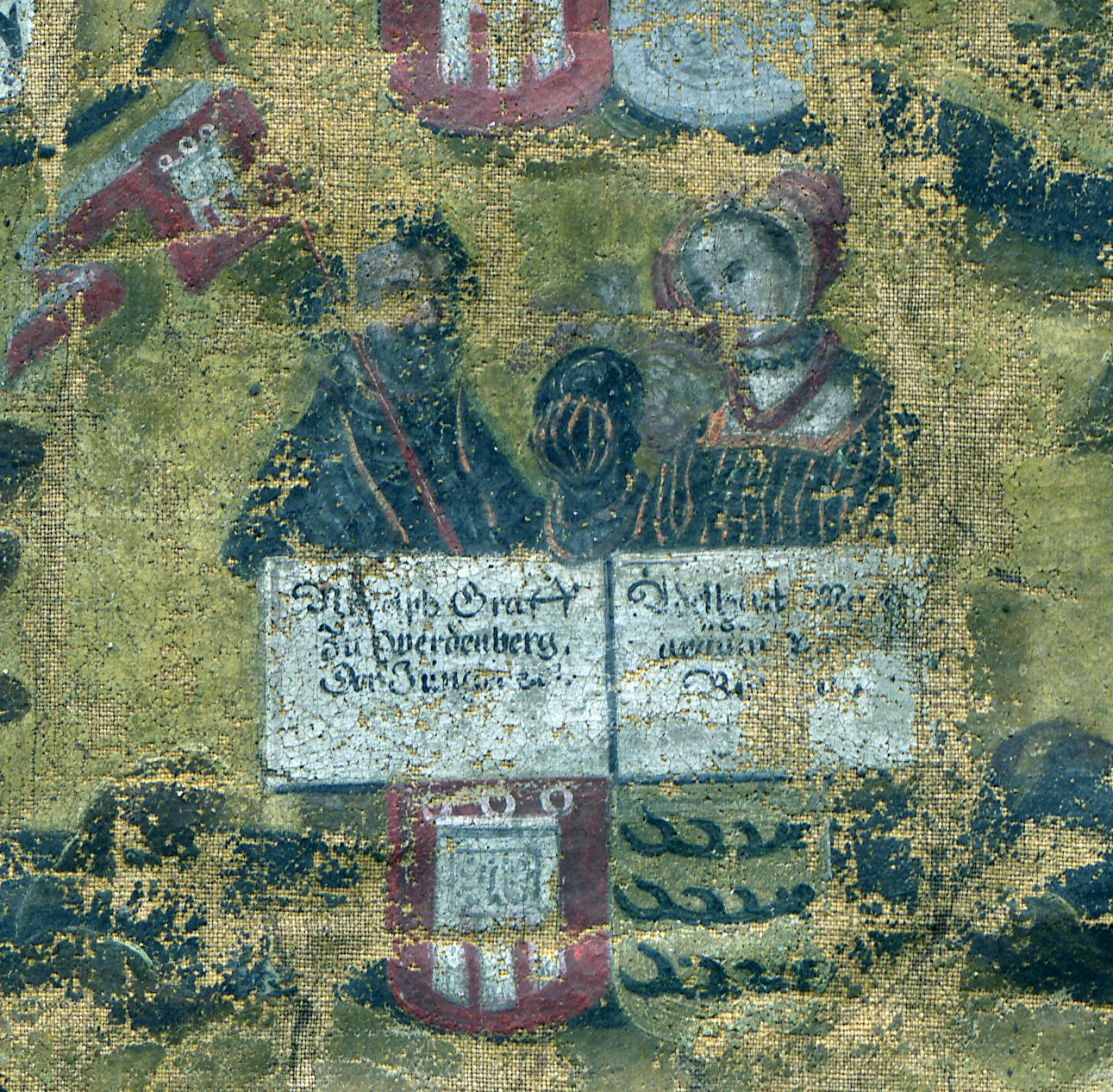
Graf Rudolf II. von Werdenberg-Sargans, und seine erste Frau Adelheid von Burgau auf der Stammtafel der Grafen von Montfort im Hauptstaatsarchiv Stuttgart
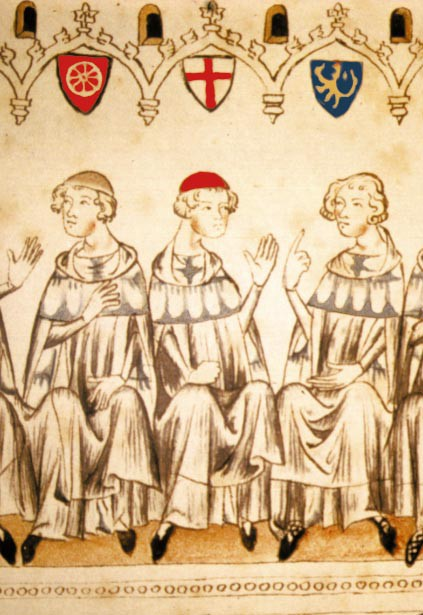
Peter von Aspelt (l.), der 1304 durch Rudolf II. von Werdenberg-Sargans gefangen genommen wurde, als Kurfürst bei der Königswahl 1308
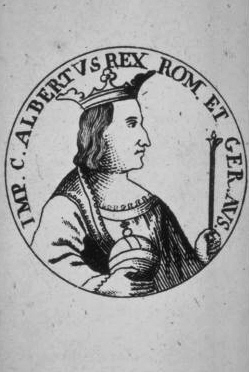
Albrecht I. von Habsburg, König und Auftraggeber Rudolfs II. von Werdenberg-Sargans.

1312 überließ Rudolf II. von Werdenberg-Sargans die Herrschaften Albeck (Langenau) und Aislingen seinem Sohn Heinrich, der 1316 dann Agnes von Württemberg ehelichte und somit die Herrschaft Trochtelfingen zu seinem Erbe hinzugewann. Danach fokussierte Rudolf II. von Werdenberg-Sargans seine eigene Herrschaft mehr auf die eigenen Stammlande. Hierfür übertrug er auch einige umstrittene Herrschaftsansprüche der Kirche, um sie so vor dem Zugriff durch konkurrierende Adelsgeschlechter zu schützen. Während sein bereits 1325 verstorbener Sohn Rudolf III. sich wie Heinrich auf den süddeutschen Raum konzentrierte, teilten sich seine jüngeren beiden Söhne Hartmann III. zu Vaduz und Rudolf IV. zu Sargans die Stammländereien des Geschlechts auf, was nach einigen Jahren des gemeinsamen Regierens am 3. Mai 1342 in Sargans schriftlich festgehalten wurde. Die Verteilung des Erbes von Rudolf II. von Werdenberg-Sargans ist ein Indiz dafür, dass seine älteren beiden Söhne seiner ersten Ehe mit Adelheid von Burgau entstammten, während die jüngeren beiden Söhne Kinder der unbekannten Aspermonterin sein dürften.
Ein Porträt Rudolfs II. von Werdenberg-Sargans ist auf der Stammtafel der Grafen von Montfort im Hauptstaatsarchiv Stuttgart erhalten. Die Darstellung Adelheids von Burgau mit dem württembergischen Wappen, das eigentlich ihrem Urgroßvater, Graf Ludwig III. von Württemberg (* 1166; † um 1241), zustand, zeigt, dass die historische Deutung der Porträts problematisch sein kann. Die Entstehung des Gemäldes kann um 1720 datiert werden, zu einem Zeitpunkt, als der Montforter Künstler die historischen Fakten nicht mehr genau kannte. Der Künstler nannte sich ein „gehorsamster Caplan“, aber sein Name ist so stark abgerieben, dass er nicht mehr lesbar ist.